# Fredensborg Ski- og Ballklubb
Il Fredensborg Ski- og Ballklubb è una società calcistica norvegese con sede nella città di Fredensborg.

## Storia
Il Fredensborg ha partecipato alla Norgesserien 1937-1938.